# Easter Island
Easter Island è un album di Kris Kristofferson, pubblicato dalla Columbia Records (ed anche dalla Monument Records) nel marzo del 1978 (altre fonti riportano come mese di prima pubblicazione il febbraio 1978).

## Tracce
Lato A
1. Risky Bizness – 2:32 (Kris Kristofferson, Mike Utley, Stephen Bruton)
2. How Do You Feel (About Foolin' Around) – 3:18 (Kris Kristofferson, Mike Utley, Stephen Bruton)
3. Forever in Your Love – 3:14 (Kris Kristofferson, Mike Utley, Stephen Bruton)
4. The Sabre and the Rose – 5:13 (Kris Kristofferson)
5. Spooky Lady's Revenge – 3:48 (Kris Kristofferson)

Durata totale: 18:05
Lato B
1. Easter Island – 3:40 (Kris Kristofferson, Mike Utley)
2. The Bigger the Fool (The Harder the Fall) – 3:31 (Kris Kristofferson, Mike Utley, Stephen Bruton)
3. Lay Me Down (And Love the World Away) – 2:50 (Kris Kristofferson, Mike Utley, Stephen Bruton)
4. The Fighter – 3:40 (Kris Kristofferson)
5. Living Legend – 4:36 (Kris Kristofferson)

Durata totale: 18:17

## Musicisti
- Kris Kristofferson - voce, chitarra
- Stephen Bruton - chitarra, mandolino
- Jerry McGee - chitarra, mandolino
- Mike Utley - tastiere, sintetizzatore
- Donnie Fritts - tastiere
- Dennis Belfield - basso
- Sammy Creason - batteria
- Mike Utley - accompagnamento vocale, coro
- Stephen Bruton - accompagnamento vocale, coro
- Donnie Fritts - accompagnamento vocale, coro
- Terry Paul - accompagnamento vocale, coro
- Billy Swan - accompagnamento vocale, coro
- Rita Coolidge - accompagnamento vocale, coro

Note aggiuntive
- David Anderle - produttore (per la Monument Records)
- Kent Nebergall - ingegnere del suono, missaggio
- Peggy McCreary - assistente ingegnere del suono
- Mike Reese - masterizzazione (effettuata al The Mastering Lab)
- Ellen Vogt - assistente alla produzione
- Bert Block - management (Rigfield, Connecticut)[2]